# Animal Man
Animal Man est un super-héros de l'univers DC Comics créé en septembre 1965 dans la série Strange Adventures à l'épisode 180, scénarisé par Dave Wood et dessiné par Carmine Infantino. Resté en arrière-plan pendant près de 20 ans, DC laisse libre cours à Grant Morrison pour relancer le personnage dans une série qui sera l'un des piliers du label Vertigo de l'éditeur. À cette période, le personnage intégra la Justice League Europe. Une fois le passage de Morrison sur le personnage terminé, d'autres auteurs se sont penchés sur la série comme Jamie Delano ou Peter Milligan et essayèrent de creuser dans une direction différente de celle de Morrison.
Animal Man est récemment revenu sur le devant de la scène, d'abord lors de la mini-série Identity Crisis (comics) scénarisée par Brad Meltzer et dessinée par Rags Morales, puis dans la maxi-série 52, en cours d'édition en version française.

## Synopsis
Buddy Baker a acquis, à la suite d'une rencontre avec un vaisseau extraterrestre, le pouvoir d'acquérir les capacités des animaux proches de lui, comme :
- La force d'un tyrannosaure
- La capacité de régénération d'un ver de terre
- La faculté de voler d'un oiseau
- La possibilité de se dupliquer comme une bactérie
- L'agilité aquatique d'un poisson
- La rapidité d'une fourmi
- Les réflexes d'une mouche
- L'éloquence d'un perroquet
- La capacité de grimper aux murs d'une araignée
- L'explosion sonique d'une crevette pistolet
- L'odorat d'une mite
- La puanteur d'une mouffette
- La capacité de changer de couleur d'un caméléon
- L'agilité d'un serpent
- L'espièglerie d'un chaton
- Les décharges électriques d'une anguille électrique \ raie électrique
- La colère juste d'une mère ours
- L'aboiement d'un gros chien
- La résistance d'un cafard
- La beauté d'un papillon monarque
- L'odeur d'un hippopotame
- La capacité de dormir d'un chat

et autres...
Par la suite, la série développe un aspect « chamanique » des pouvoirs de Buddy ainsi que de nouveaux pouvoirs inédits. Ces transformations semblent ne plus être d'actualité dans 52. 
Dans cette saga, Buddy a l'occasion d'acquérir les pouvoirs d'entités extraterrestres.

## À noter
On retrouve dans la série des thèmes et des idées que Morrison réexploitera plus tard : les fractales, évoquées dans le numéro 6 et que l'on retrouve dans les Invisibles, les héros oubliés, Mirror Master, un vilain écossais comme lui que l’on reverra dans les pages de la JLA, sans parler de l’intervention déterminante de Buddy durant World War III, son dernier arc sur la JLA. 
Plus spécifiquement Morrison s’interroge sur les droits des animaux sous différents aspects, la chasse, les expérimentations animales, le végétarisme, l'activisme écologiste et ses dérives telles que l'éco-terrorisme. Il est lui-même très engagé sur ce terrain.
Il met aussi en scène des expériences méta-textuelles, comme dans le numéro 5 de la série, The Coyote Gospel. C'est à partir de ce numéro que Morrison décide de pousser plus loin cette thématique : Animal Man va découvrir peu à peu qu'il est un personnage de fiction, soumis aux caprices de son scénariste, qui peut lui faire vivre l'enfer (sa famille massacrée, la visite des Limbes des « personnages oubliés ») avant de choisir de tout remettre en place. C'est ainsi que l'auteur finit par être confronté à sa créature, devant laquelle il a bien du mal à justifier sa cruauté.
Morrison montre aussi sa parfaite connaissance du catalogue DC, dont nombre de personnages, intervenant ici dans des petits rôles, sont des créations d'auteurs de science-fiction reconnus (Alfred Bester, Gardner Fox), et dont le fondateur, Julius Schwartz,  qui avait débuté comme agent littéraire pour Ray Bradbury ou H. P. Lovecraft, encourageait l'expérimentation littéraire.
Les auteurs suivants, malgré leur talent, souffriront de la comparaison, malgré des tentatives d'emmener la série vers le surréalisme (Peter Milligan), le shamanisme (Tom Veitch), ou simplement l'horreur (Jamie Delano).
La série initialement publiée directement par DC Comics, passera ensuite sous le label Vertigo, en raison de la nature du travail de Morrison.
On peut apercevoir Animal Man sur une couverture de Countdown to Adventures, série prologue à l'évènement Final Crisis scénarisé par Grant Morrison.